# Neferkare I.
Neferkare I., tudi Neferka in Aaka, je kartušno ime staroegipčanskega faraona iz Druge egipčanske dinastije. Natančna dolžina njegovega vladanja zaradi slabo čitljivega Torinskega seznama kraljev ni znana. Zgodovinar Maneto trdi, da je vladal 25 let.  Egiptologi imajo njegovo trditev za napačno tolmačenje ali pretiravanje. 

## Ime
Ime Neferkare, ki pomeni Rejev Ka je lep, je samo na Abidoškem seznamu kraljev. Na Torinskem seznamu je njegovo ime zaradi slabe čitljivosti sporno. Nekateri egiptologi, med njimi Alan H. Gardiner, ime preberejo Aaka, drugi, med njimi Jürgen von Beckerath, pa Neferka. Na obeh seznamih je omenjen kot neposredni naslednik faraona Seneda in predhodnik faraon Neferkasokarja.

## Identiteta
Neferkareja ne omenja noben vir iz njegovega obdobja. Z njim ni mogoče povezati tudi nobenega Horovega imena. Egiptologi, med njimi Kim Ryholt, so prepričani, da je Neferkare/Neferka identičen z redko potrjenim faraonom z imenom Sneferka, zadnjim iz Prve dinastije, ki se je tako imenoval zelo malo časa. Ryholt meni, da so ramzeški pisarji imenu (S)neferka pomotoma dodali simbol sonca in zanemarili dejstvo, da v Drugi dinastiji sonce še ni bilo predmet božanskega čaščenja. Ryholt za primerjavo omenja kartušni imeni Neferkareja II. z Abidoškega seznama kraljev in Nebkareja I. s Sakarskega seznama kraljev.
Starogrški zgodovinar Maneto Neferkareja I. imenuje Néferhêres in poroča, da je med njegovo vladavino »po Nilu enajst dni tekel med«. Egiptologi domnevajo, da je s tem hotel povedati, da je med njegovo vladavino Egipt cvetel.

## Vladanje
Egiptologi Wolfgang Helck, Nicolas Grimal, Hermann Alexander Schlögl in Francesco Tiradritti so prepričani, da je Ninečer, tretji vladar Druge dinastije, nasledil kraljestvo, ki je trpelo zaradi prezapletene državne uprave in se zato odločil, da ga bo razdelil in prepustil sinovoma (ali drugima sposobnima naslednikoma), ki bosta uspela obvladovati vsak svoj del kraljestva. Egiptologinja Barbara Bell je po drugi strani prepričana, da bila vzrok za delitev gospodarska katastrofa, morda lakota zaradi dolgotrajne suše. Razdeljeno kraljestvo naj bi se po prenehanju lakote ponovno združilo. Bellova se pri tem sklicuje na Kamen iz Palerma, na katerem poplave Nila v tem obdobju kažejo zelo nizke vrednosti. Bellino teorijo egiptologi izpodbijajo, ker je Bellova upoštevala samo meritve nilometrov v okolici Memfisa. Egiptolog Stephan Seidlmayer je popravil Belline izračune in dokazal, da so bile v tistem obdobju poplave normalne. Suša torej ni mogla biti vzrok za delitev kraljestva.
Na splošno velja, da je Neferkare delil prestol z nekim drugim vladarjem, vendar ni jasno, s kom. Kasnejši seznami kraljev, na primer Sakarski in Torinski, omenjajo kot Neferkarejeva neposredna naslednika faraona Neferkasokarja in Hudžefo I. Na Abidoškem seznamu so vsi omenjeni faraoni izpuščeni in se nadaljujejo z Džadžajem, ki je identičen s Kasekemvijem.